# War Child
War Child (англ. War Child — Дитя войны) — благотворительная международная организация, основанная в Великобритании в 1993 году Биллом Лисоном и Дэвидом Уилсоном, задача которой оказывать помощь детям, которые находятся на территориях зон, участвующих в военных конфликтах. После создания организации в Великобритании, вскоре она появилась в Нидерландах, Канаде, США, Швеции, Ирландии и Австралии. Каждая организация работает независимо друг от друга.
Большую помощь организации оказала компания 11 bit studios, которая пожертвовала все полученные деньги от продажи DLC This War Of Mine: War Child Charity в фонд общества.

## Подход к ребёнку
Организация «War Child» делает это 5 способами, такими как:
- Защита детей — обеспечение безопасности и защиты детей от различных военных конфликтов.
- Образование — обеспечение образования и обучения детей.
- Психосоциальные — обеспечение поддержки, которая восстановит самооценку и восстановит отношения с друзьями и семьями детей.
- Средства к существованию — обеспечение настоящего шанса на лучшее будущее.
- Справедливость — помощь детям и молодым людям понимать и отстаивать свои права, и доступ к юридической помощи и правосудию процедур.

Цитата организации «War Child»:

«Наши программы разрабатываются в сотрудничестве с детьми и их общин, чтобы гарантировать, что они являются актуальными и доступными. Мы работаем с людьми и организациями, которые играют важную роль в жизни детей, такими как родителями других детей, учителями, общественными группами и правительством. Такой подход помогает детям прийти в себя от пережитого ими горем и дает им уверенность и возможность построить светлое будущее для себя и своих семей.»
— War Child

## Награды
Организация «War Child» имеет 5 национальных и международных наград, которые были выданы за хорошую и новую идею в зонах боевых конфликтов. Кроме того основатели этой организации имеют множество наград и призов за своё творчество и преданность к пострадавшим детям.